# Frank Bretschneider

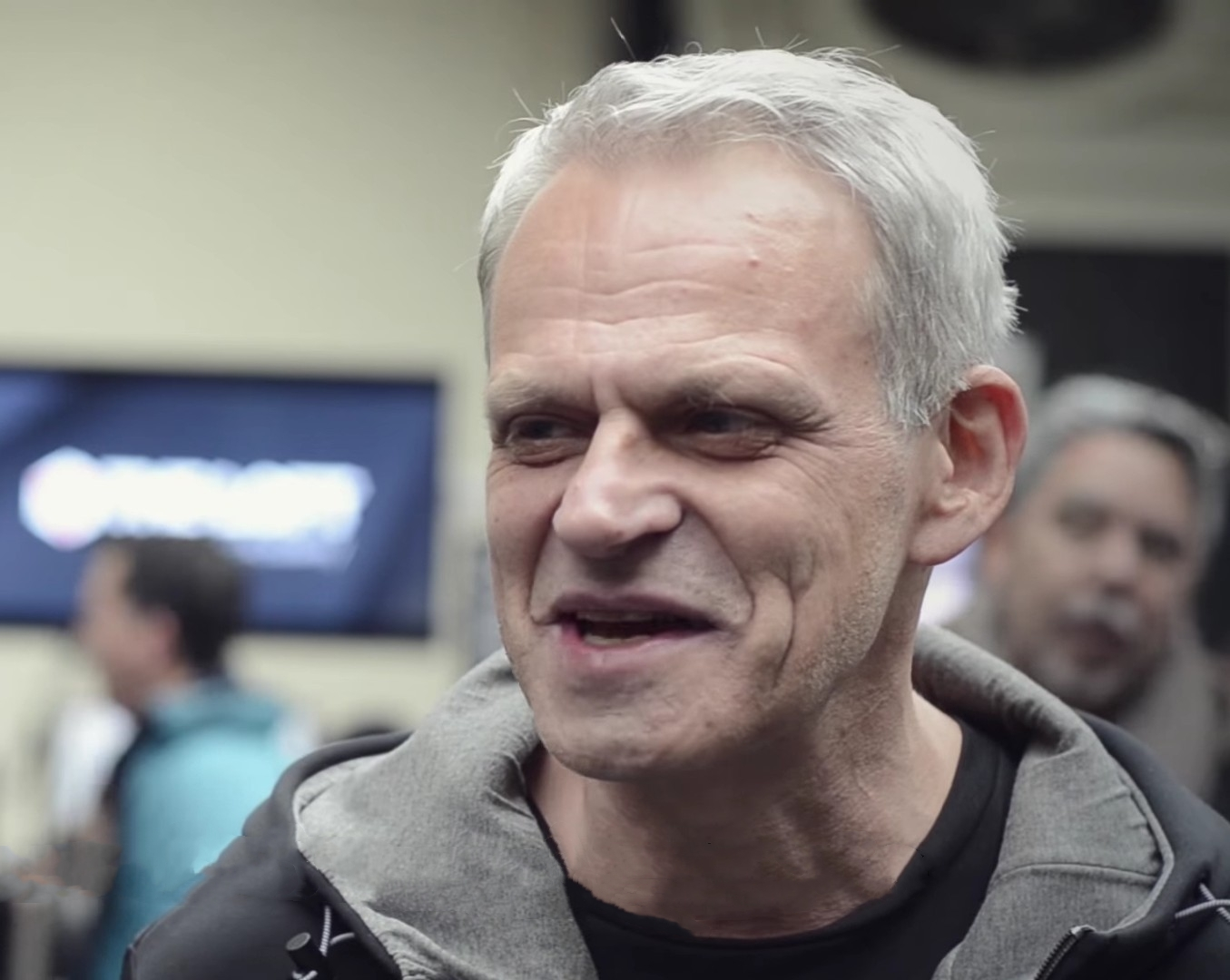
Frank Bretschneider, 2015

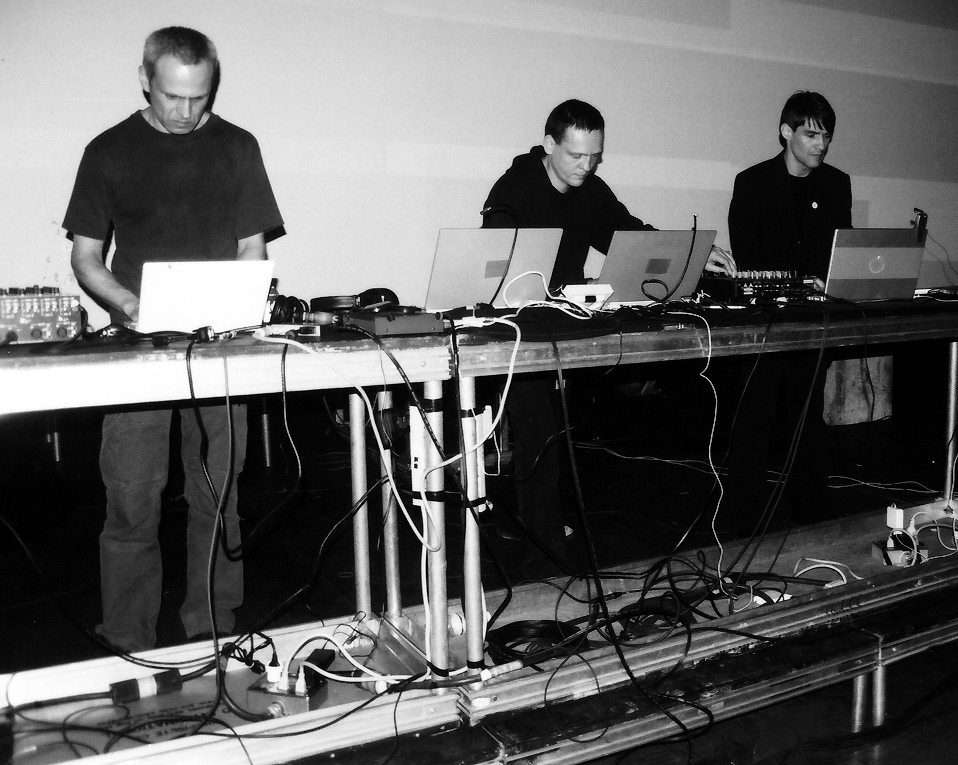
Von links nach rechts: Frank Bretschneider, Carsten Nicolai und Olaf Bender als Gruppe Signal, live beim MUTEK-Festival, Montréal 2004

Frank Bretschneider (* 1956 in Obercrinitz) ist ein deutscher Musiker und Videokünstler. Er veröffentlicht unter seinem bürgerlichen Namen und dem Pseudonym Komet sowie seine frühen Projekte unter dem Namen A. F. Moebius.
Seine Veröffentlichungen lassen sich grob als experimentelle elektronische Musik einordnen und umfassen Genres wie Clicks & Cuts, Ambient und Minimal Techno.

## Leben
Nach einem Kunststudium begann Bretschneider 1984 mit der Produktion erster Musikstücke. 
Im Jahr 1986 gründete er gemeinsam mit Torsten Eckhardt sowie Jan und Ina Kummer die Gruppe AG. Geige. Zunächst als experimentelles Kunstprojekt angelegt, wurde die Band durch Lutz Schramms wöchentliche Radiosendung Parocktikum auf DT64 einem größeren Hörerinnenkreis bekannt.
Mitte der 1980er Jahre gründete Bretschneider das Kassettenlabel klangFarBe, vorrangig, um die Kassettenalben seiner Band AG Geige und ihres Umfelds zu veröffentlichen. Mit einer maximalen Auflage von 50 Stück veröffentlichten dort u. a. die Kriminelle Tanzkapelle, Heinz & Franz, AG Geige und A.F. Moebius – ein Soloprojekt Bretschneiders. Eine höhere Stückzahl gab es nur vom Kassettenalbum Yachtclub und Buchteln (1987) von AG Geige, das ein Hit im punk-konnotierten DDR-Underground wurde. Im Jahr 1990 erhielten AG Geige einen Plattenvertrag beim Label Amiga.
Nach der Auflösung der Band 1993 produzierte Bretschneider gemeinsam mit Olaf Bender, der Torsten Eckhardt 1989 abgelöst hatte. Im Jahr 1995 gründeten beide in Chemnitz das Label Rastermusic. In den folgenden Jahren kooperierte Rastermusic verstärkt mit dem ebenfalls in Chemnitz ansässigen Label noton. archiv für ton und nichtton des Musikers Carsten Nicolai. Im Jahr 1999 fusionierten beide Label zu Raster-Noton. Bretschneider zog sich später von der Labelarbeit zurück, blieb Raster-Noton aber privat wie auch als Künstler weiterhin verbunden.
Bretschneider veröffentlichte gemeinsam mit Carsten Nicolai, Olaf Bender, Tilo Seidel, Taylor Deupree, Ralph Steinbrüchel und Peter Duimelinks. Seine Werke erschienen auf Labels wie 12k, Mille Plateaux, Quatermass, Raster-Noton, Staalplaat und Mort Aux Vaches.
Frank Bretschneider lebt und arbeitet in Berlin.

## Diskographie (Auswahl)
- 1985: Scombermix, Kassettenalbum, auf KlangFarBe (FBK 01)
- 1985: Kriminelle Tanzkapelle Glückliche Jahre, Kassettenalbum, auf KlangFarBe (FBK 02)
- 1985: Berlin Bei Nacht, Christian Heckel und Frank Bretschneider, Kassettenalbum, auf KlangFarBe (FBK 03)
- 1988: Heinz & Franz / A.F. Moebius - Split Tape, auf KlangFarBe (FBK 07)
- 1996: Komet – Saat (Raster-Noton)
- 1996: Komet – Flex (Raster-Noton)
- 1996: Produkt (Frank Bretschneider, Olaf Bender, Tilo Seidel) – Float (Raster-Noton)
- 1996: Tol (Frank Bretschneider + Tilo Seidel) – Trap (Raster-Noton)
- 1997: Produkt (Frank Bretschneider, Olaf Bender, Tilo Seidel) – Stretch (Raster-Noton)
- 1999: Frank Bretschneider – Rand (Mille Plateaux)
- 2000: Komet – Rausch (12k)
- 2000: Signal (Carsten Nicolai, Frank Bretschneider, Olaf Bender) – Centrum (Raster-Noton, Raster-Static)
- 2001: Frank Bretschneider – Curve (Mille Plateaux)
- 2001: Pan American / Komet / Fisherofgold – Personal Settings (Quatermass)
- 2001: Komet +/vs. Bovine Life – Reciprocess + / vs. 01 (BiP_HOp)
- 2002: Frank Bretschneider & Taylor Deupree – Balance (Mille Plateaux)
- 2002: Frank Bretschneider – Aerial Riverseries (Whatness)
- 2002: Alva Noto / Signal / Byetone / Komet – Mort Aux Vaches (Mort Aux Vaches)
- 2003: Komet – Gold (Raster-Noton, Raster.Post)
- 2003: Tol (Frank Bretschneider + Tilo Seidel) – Shang (BineMusic)
- 2004: Frank Bretschneider – Looping I - VI (And Other Assorted Love Songs) (12k)
- 2005: Bretschneider + Steinbrüchel – Status (12k)
- 2006: Frank Bretschneider & Peter Duimelinks – Fflux (Korm Plastics, Brombron)
- 2007: Frank Bretschneider – Rhythm (Raster-Noton)
- 2007: Signal (Carsten Nicolai, Frank Bretschneider, Olaf Bender) – Robotron (Raster-Noton)
- 2010: Frank Bretschneider – Exp (Raster-Noton)
- 2011: Frank Bretschneider – Komet (Shitkatapult)
- 2012: Frank Bretschneider – Kippschwingungen (Line)
- 2012: Frank Bretschneider – Super.Trigger (Raster-Noton)
- 2014: Frank Bretschneider & Steve Roden – Suite Nuit (Line)
- 2015: Frank Bretschneider – Sinn + Form (Raster-Noton)
- 2018: Frank Bretschneider – Lunik (Shitkatapult)
- 2020: Frank Bretschneider – abtasten_halten (Faitiche)
- 2020: Conrad Schnitzler & Frank Bretschneider – Con-Struct (Bureau B)
- 2022: Beispiel (Frank Bretschneider & Jan Jelinek) – Muster (Faitiche)